# Harbledown
Harbledown – wieś w Anglii, w hrabstwie Kent, w dystrykcie Canterbury. Leży 3 km na zachód od miasta Canterbury i 86 km na wschód od centrum Londynu.
W 2001 miejscowość liczyła 2137 mieszkańców.